# Kerk van Åsted
De Kerk van Åsted (Deens: Åsted Kirke) is een van de drie lutherse kerken van de parochie Åsted in de gemeente Frederikshavn. De kerk behoort tot het bisdom Aalborg.

## Bouwgeschiedenis
Het kerkgebouw werd in het begin van de 13e eeuw van baksteen op een granieten sokkel gebouwd. De toren werd net als het noordelijke voorportaal met de trapgevel in de jaren 1400 gebouwd. Dit noordelijke voorportaal is versierd met    zeven gotische blindnissen. De noordelijke grafkapel werd in 1695 gebouwd door Otte Arenfeldt, eigenaar van het landgoed Knivholt, en heeft een barokke gevel. In de 19e eeuw werden de kisten in de kapel op het kerkhof begraven en sindsdien is het in gebruik als mortuarium. In 1868 werd de toren gerenoveerd. Uit die tijd dateren ook de vele muurankers. De initialen CMR op westelijke muur van de toren staan voor Christopher Madsen Rosborg, eigenaar van Knivholt tot 1853.

## Interieur
Binnen heeft de kerk een balkenplafond met uitzondering van het koor, dat een stergewelf kent. Het orgel staat in de torenruimte, die zich naar het kerkschip toe met een spitsboog opent. De beide nissen aan weerszijden van de triomfboog maakten vermoedelijk voor de reformatie deel uit van zijaltaren. Voor de kerkbanken uit 1986 stonden banken uit het midden van de 19e eeuw model, die in 1953 werden vervangen.
- Het kruisbeeld aan de noordelijke muur stamt uit de jaren 1400. De kruisarmen eindigen met een vierpas, waarin de symbolen van de evangelisten zijn aangebracht.
- In de kerk zijn resten van een fresco te zien aan de noordelijke muur dat ooit deel uitmaakte van een groter fresco uit circa 1575. Verder zijn er fresco's aan de koorboog met florale motieven, waarvan de beschildering in het noordelijke deel van de koorboog het best bewaard bleef.
- De preekstoel is 19e-eeuws. Het vierkante klankbord is versierd met een driehoek, symbool van de Drie-eenheid, in een omgeving van wolken en een stralenkrans. In de driehoek is Gods naam in de Hebreeuwse letters יהוה aangebracht.
- Het doopvont dateert vermoedelijk uit de bouwperiode van de kerk.
- Het altaar stamt uit de 17e eeuw en kent als centraal thema de kruisiging. Het paneel wordt geflankeerd met zuilen met ionische kapitelen en werd later overschilderd, maar is in 1954 hersteld. De kap van het altaarstuk wordt gedragen door zuilen met korinthische kapitelen. De beelden van Petrus en de evangelist Johannes sieren de top van het altaar.
- Sinds 1978 hangt het votiefschip Ørnen in de kerk.